# Outloň malý
Outloň malý (Xanthonycticebus pygmaeus) je malá poloopice z čeledi outloňovitých, která obývá pralesy Laosu, Kambodži a Vietnamu. Jedná se o nočního tvora a omnivora, živícího se hmyzem, rostlinnými exsudáty a ovocem. Samice rodí zpravidla dvě mláďata.
Jedná se o samotářský druh, kdy samec žije sám v tlupě několika samic. Doba březosti samic činí 180 až 190 dnů. Samci jsou významně teritoriální a své území si označují výměšky moči.

## Ochrana
V roce 2018 bylo v rámci EAZA rozhodnuto o vytvoření Evropského záchovného programu (EEP) pro outloně váhavé, outloně bengálské a outloně malé.

### Outloní archy (ochrana ex situ)
Projekt outloních arch je součástí spolupráce EEP a záchranného programu The Kukang Rescue Program.
- 2021: počátek podpory zajištění udržitelné populace outloňů malých v lidské péči (ex situ). V Česku již existuje „outloní archa“ v Zoo Jihlava, plánují ji i další zoo.
- 2022: dovoz prvních outloňů malých do tzv. outloních arch v Česku v Zoo Ostrava a Zoo Olomouc
- 2023: narození dvojčat outloňů malých v Zoo Ostrava, sestavení chovného páru outloňů malých v Zoo Olomouc[5]